# 데시오정
데시오정(일본어: 天塩町)은 일본 홋카이도 북부 서해안에 있는 정이다. 홋카이도에서 두 번째로 긴 강인 데시오강의 하구에 위치하며 큼직한 가막조개의 산지로 유명하다.
정명은 데시오강에서 유래한다. ‘데시오’는 아이누어의 ‘테시·오’(テシ・オ, 대들보가 있다)에서 유래했다. 데시오강 중류(나카가와군 비후카정 온네나이 부근)에 일찍이 대들보 모양의 바위가 강을 횡단하고 있었던 것에서 유래한다.

## 지리
루모이 관내 북부에 위치한다. 데시오강 하구에 위치하여 이 지역에 취락이 발전되어 있다.

### 기후
| 데시오정의 기후                                              | 데시오정의 기후 | 데시오정의 기후 | 데시오정의 기후 | 데시오정의 기후 | 데시오정의 기후 | 데시오정의 기후 | 데시오정의 기후 | 데시오정의 기후 | 데시오정의 기후 | 데시오정의 기후 | 데시오정의 기후 | 데시오정의 기후 | 데시오정의 기후 |
| 월                                                           | 1월             | 2월             | 3월             | 4월             | 5월             | 6월             | 7월             | 8월             | 9월             | 10월            | 11월            | 12월            | 연간            |
| ------------------------------------------------------------ | --------------- | --------------- | --------------- | --------------- | --------------- | --------------- | --------------- | --------------- | --------------- | --------------- | --------------- | --------------- | --------------- |
| 역대 최고 기온 °C (°F)                                       | 7.9 (46.2)      | 7.9 (46.2)      | 13.6 (56.5)     | 21.4 (70.5)     | 25.9 (78.6)     | 30.0 (86.0)     | 33.8 (92.8)     | 32.5 (90.5)     | 32.3 (90.1)     | 23.1 (73.6)     | 17.2 (63.0)     | 12.3 (54.1)     | 33.8 (92.8)     |
| 일평균 최고 기온 °C (°F)                                     | −2.3 (27.9)     | −1.8 (28.8)     | 1.9 (35.4)      | 8.1 (46.6)      | 14.0 (57.2)     | 18.3 (64.9)     | 22.3 (72.1)     | 23.6 (74.5)     | 20.8 (69.4)     | 14.4 (57.9)     | 6.7 (44.1)      | 0.3 (32.5)      | 10.5 (50.9)     |
| 일일 평균 기온 °C (°F)                                       | −5.4 (22.3)     | −5.3 (22.5)     | −1.4 (29.5)     | 4.3 (39.7)      | 9.6 (49.3)      | 13.8 (56.8)     | 18.1 (64.6)     | 19.5 (67.1)     | 16.2 (61.2)     | 10.4 (50.7)     | 3.5 (38.3)      | −2.5 (27.5)     | 6.7 (44.1)      |
| 일평균 최저 기온 °C (°F)                                     | −9.9 (14.2)     | −10.8 (12.6)    | −6.1 (21.0)     | −0.4 (31.3)     | 4.6 (40.3)      | 9.1 (48.4)      | 14.0 (57.2)     | 15.2 (59.4)     | 10.7 (51.3)     | 5.3 (41.5)      | −0.1 (31.8)     | −6.1 (21.0)     | 2.1 (35.8)      |
| 역대 최저 기온 °C (°F)                                       | −30.6 (−23.1)   | −28.5 (−19.3)   | −22.0 (−7.6)    | −11.0 (12.2)    | −5.7 (21.7)     | −2.9 (26.8)     | 2.0 (35.6)      | 4.5 (40.1)      | −1.2 (29.8)     | −5.2 (22.6)     | −10.2 (13.6)    | −25.5 (−13.9)   | −30.6 (−23.1)   |
| 평균 강수량 mm (인치)                                        | 44.6 (1.76)     | 31.5 (1.24)     | 34.4 (1.35)     | 41.4 (1.63)     | 61.2 (2.41)     | 56.0 (2.20)     | 109.2 (4.30)    | 123.5 (4.86)    | 124.1 (4.89)    | 127.0 (5.00)    | 100.5 (3.96)    | 60.1 (2.37)     | 915.4 (36.04)   |
| 평균 강설량 cm (인치)                                        | 219 (86)        | 167 (66)        | 118 (46)        | 14 (5.5)        | 0 (0)           | 0 (0)           | 0 (0)           | 0 (0)           | 0 (0)           | 1 (0.4)         | 49 (19)         | 191 (75)        | 759 (297.9)     |
| 평균 강우일수                                                | 16.4            | 12.0            | 10.2            | 9.5             | 9.5             | 8.8             | 9.1             | 9.4             | 11.7            | 15.1            | 16.5            | 17.2            | 145.4           |
| 평균 강설일수                                                | 23.0            | 20.1            | 16.7            | 2.3             | 0               | 0               | 0               | 0               | 0               | 0.1             | 5.5             | 20.2            | 87.9            |
| 평균 월간 일조시간                                           | 52.7            | 78.7            | 138.3           | 166.5           | 185.3           | 153.9           | 150.8           | 159.8           | 173.7           | 127.4           | 54.7            | 31.7            | 1,473.5         |
| 출처: 일본 기상청 (평년값: 1991년~2020년, 극값: 1977년~현재) |                 |                 |                 |                 |                 |                 |                 |                 |                 |                 |                 |                 |                 |

### 인접한 자치체
- 루모이 진흥국
  - 데시오군 엔베쓰정, 호로노베정

- 가미카와 종합진흥국
  - 나카가와군 나카가와정

## 역사
홋카이도에서 두 번째로 긴 강인 데시오강의 하구에 위치하고 또 하구에서 사로베트 원야에 걸쳐 길게 발달한 사주에 의해 형성된 천연 방파제(이 부분은 호로노베정 소속)로 매우 좋은 항구를 형성해 메이지 시대에는 데시오강 유역의 삼림에서 벌채한 목재의 집적지이자 또 군청, 경찰, 영림서 등의 각종 행정시설이 놓여 도호쿠(道北) 지방의 핵심 도시 중 하나로 번창했다.
- 1915년 - 2급 정촌제 시행으로 데시오군 데시오촌이 되었다.
- 1924년 - 1급 정촌제 시행으로 정으로 승격했다.

## 경제
주요 산업은 어업, 낙농업이다. 가막조개의 어획량은 홋카이도 제일을 자랑한다.

## 교통

### 도로
- 국도 40호선
- 국도 232호선